# Кувајт на Светском првенству у атлетици на отвореном 2023.
Кувајт је учествовао на 19. Светском првенству у атлетици на отвореном 2023. одржаном у Будимпешти од 19. до 27. августа деветнаести пут, односно, учествовао је на свим првенствима до данас. Репрезентацију Кувајта представљала су 3 такмичара (2 мушкарца и 1 жена) која се такмичила у 3 дисциплине (2 мушке и 1 женска).,.
На овом првенству такмичари Кувајта нису освојили ниједну медаљу нити су остварили неки резултат.

## Учесници
| Мушкарци: - Ebrahim Alzofairi — 800 м - Јакуб Алјуха — 110 м препоне | Жене : - Мудхави Алшамари — 100 м |

## Резултати

### Мушкарци
| Атлетичар         | Дисциплина    | Лични рекорд | Квалификације  | Квалификације | Полуфинале           | Полуфинале           | Финале               | Финале       | Детаљи |
| Атлетичар         | Дисциплина    | Лични рекорд | Резултат       | Место         | Резултат             | Место                | Резултат             | Место        | Детаљи |
| ----------------- | ------------- | ------------ | -------------- | ------------- | -------------------- | -------------------- | -------------------- | ------------ | ------ |
| Ebrahim Alzofairi | 800 м         | 1:46,02      | 1:48,41        | 6. у гр. 3    | Није се квалификовао | Није се квалификовао | Није се квалификовао | 48 / 60 (61) |        |
| Јакуб Алјуха      | 110 м препоне | 13,35        | 13,56(.556) кв | 5. у гр. 1    | 13,44 ЛРС            | 6. у гр. 3           | Није се квалификовао | 16 / 43 (45) |        |

### Жене
| Атлетичарка      | Дисциплина | Лични рекорд | Квалификације | Квалификације | Полуфинале            | Полуфинале            | Финале                | Финале       | Детаљи |
| Атлетичарка      | Дисциплина | Лични рекорд | Резултат      | Место         | Резултат              | Место                 | Резултат              | Место        | Детаљи |
| ---------------- | ---------- | ------------ | ------------- | ------------- | --------------------- | --------------------- | --------------------- | ------------ | ------ |
| Мудхави Алшамари | 100 м      | 11,52 НР     | 11,93         | 7. у гр. 3    | Није се квалификовала | Није се квалификовала | Није се квалификовала | 46 / 54 (56) |        |